# Juan Evaristo
Juan Evaristo (Buenos Aires, 20 de junio de 1902-Buenos Aires, 8 de mayo de 1978) fue un jugador argentino de fútbol, que se desempeñó como defensa. Fue ganador de una medalla de plata en los Juegos Olímpicos de Ámsterdam 1928. Integró también la selección argentina que resultó subcampeona mundial en la Copa Mundial de Fútbol de 1930, jugando en todos los partidos. Dos veces campeón de América en 1927 y 1929. Fue campeón con Boca Juniors en el primer torneo profesional del fútbol argentino realizado en 1931. Fue el creador de la marianela. Su hermano Mario Evaristo también fue jugador de fútbol destacado.

## Biografía
Juan Evaristo se destacó como jugador de fútbol en los años años 1920, jugando como marcador de punta. Antes de jugar en Boca Juniors, donde fue uno de los jugadores estrella de la última década del fútbol amateur, jugó en Sportivo Palermo y Huracán. Con Boca ganó el primer campeonato profesional celebrado en 1931. Luego fue transferido al Club Atlético Independiente y luego a Argentinos Juniors. Una vez retirado se integró nuevamente a Boca Juniors y, junto con su hermano Mario, fue el encargado de detectar y reclutar a los jóvenes jugadores. 
En su posición, Evaristo inventó la marianela, una jugada de rechazo de la pelota, cuando el defensor es superado, en la que el defensor corre hacia atrás y en el momento de patear realiza un giro de 180 grados para dirigirla en sentido contrario al propio arco. 
Integró la selección argentina a partir de 1927, ganando la medalla de plata en los Juegos Olímpicos de Ámsterdam 1928 y el subcampeonato mundial en la Copa Mundial de Fútbol de 1930.
Salió también dos veces campeón de América en 1927 y 1929.

## Medalla de plata en los Juegos Olímpicos de 1928

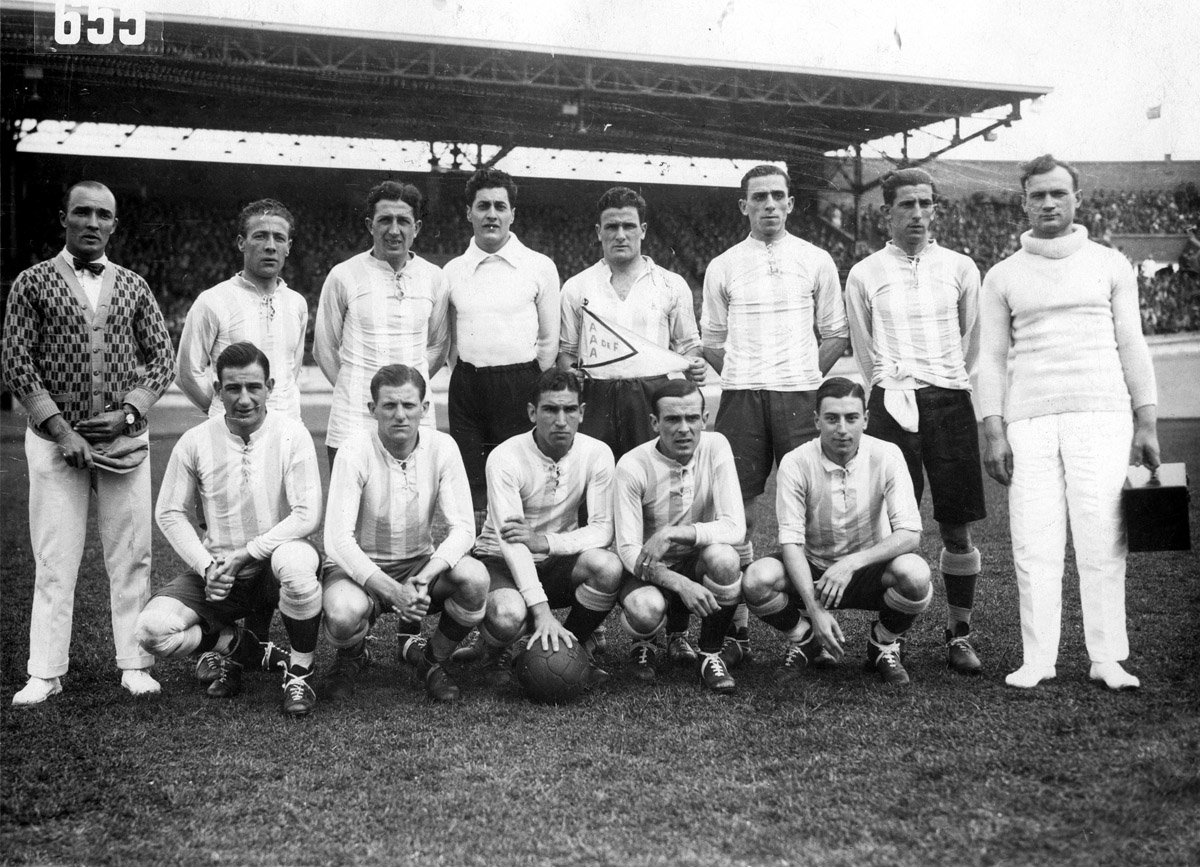
Equipo argentino que obtuvo la medalla de plata en fútbol en 1928.

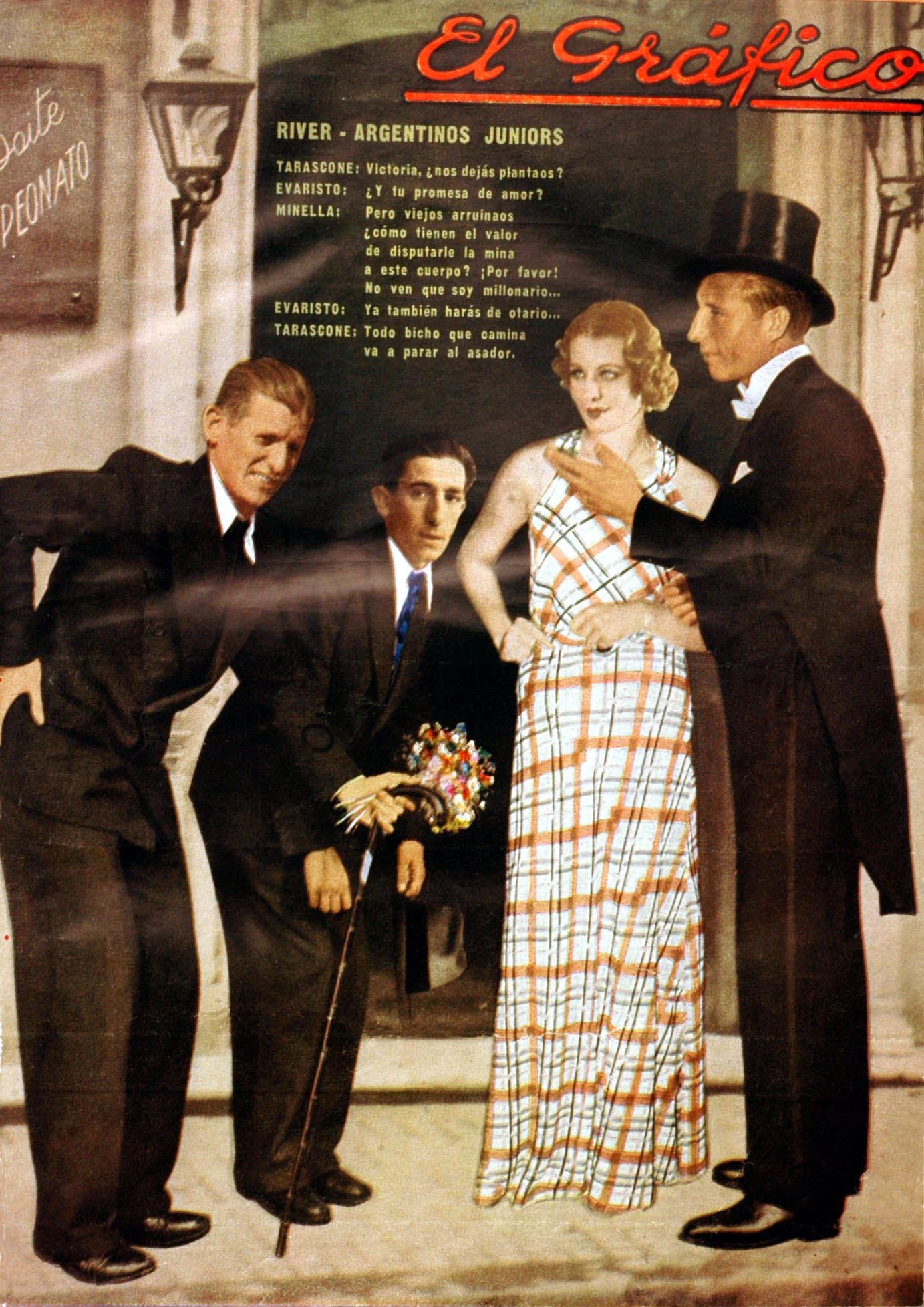
Tarascone y Juan Evaristo (Argentinos Juniors) y Minella (River) en 1936.

Juan Evaristo integró como defensor titular el equipo de fútbol que ganó una medalla de plata en los Juegos Olímpicos de Ámsterdam 1928.
El equipo argentino jugó cinco partidos. La formación titular fue (entre paréntesis se indican los partidos jugados por cada uno):
- Arquero: Ángel Bossio (5)
- Defensa: Fernando Paternoster (5), Juan Evaristo (3), Segundo Médici (5) y Ludovico Bidoglio (4);
- Mediocampo: Luis Monti (5);
- Delantera: Roberto Cherro (3), Manuel Ferreira (5), Raimundo Orsi (5), Domingo Tarascone (5) y Alfredo Carricaberry (5).[2][3]

Los suplentes que jugaron fueron el arquero Octavio Díaz (1), el defensor Rodolfo Orlandini (1), el mediocampista Saúl Calandra (1) y los delanteros Feliciano Perducca (1) y Enrique Gainzarain (1). Los suplentes que no jugaron fueron Alberto Helman, Segundo Luna, Pedro Ochoa, Natalio Perinetti, Luis Weihmuller y Adolfo Zumelzú. El DT fue José Lago Millán.
Se presentaron quince países: Alemania, Argentina, Bélgica, Egipto, España, Estados Unidos, Francia, Holanda, Italia, Luxemburgo, México, Suiza, Turquía, Uruguay y Yugoslavia. Los equipos fueron divididos en cuatro grupos, clasificando sólo el primero. A la Argentina le tocó jugar con Estados Unidos y Bélgica.
El partido con Estados Unidos se jugó el 30 de mayo y fue ganado por Argentina por 11-2, con 4 goles de Tarasconi, 2 de Cherro, 2 de Ferreira, 2 de Orsi y uno de Ferreira. El partido con Bélgica se jugó el 2 de junio y Argentina ganó 6-3, con goles de Tarasconi (4), Ferreira y Orsi. En éste encuentro, Argentina se había puesto en ventaja 3-0 y Bélgica lo empató 3-3 a los 53 minutos, para definirlo los sudamericanos con tres goles más en los últimos quince minutos.
En semifinales se enfrentaron Argentina-Egipto y Uruguay-Italia. Argentina venció a Egipto el 6 de junio por 6-0, con goles de Tarasconi (3), Ferreira (2) y Cherro (1). Uruguay venció a Italia al día siguiente por 3-2.
Se produjo entonces una final rioplatense, uno de los clásicos más antiguos del mundo, que se jugó  el 10 de junio en el Estadio Olímpico de Ámsterdam. El partido terminó empatado 1-1 con goles en el primer tiempo de Petrone (URU) y en el segundo de Ferreira (ARG), y jugaron 30 minutos más de "alargue", sin goles.
Debió jugarse entonces un partido de desempate el 13 de junio. El primer tiempo terminó empatado 1-1 con goles de Figueroa (URU) y Monti (ARG). En el segundo tiempo, a los 68 minutos, Héctor Scarone, considerado por entonces el mejor jugador del mundo, hizo el gol que terminó dándole la medalla de oro a Uruguay, por segunda vez consecutiva, y la de plata a la Argentina, correspondiéndole la de bronce a Italia.
Tarasconi fue el goleador de los Juegos con 11 goles, récord olímpico nunca superado, en tanto que el segundo lugar en la tabla de goleadores también le correspondió a un argentino, Ferreira con 6 goles. Dos jugadores argentinos de ese equipo (Monti y Orzi), jugaron luego para la selección de Italia que ganó la Copa Mundial de Fútbol de 1934.

### Participaciones en Copas del Mundo
| Mundial              | Sede    | Resultado  | Partidos | Goles |
| -------------------- | ------- | ---------- | -------- | ----- |
| Copa Mundial de 1930 | Uruguay | Subcampeón | 4        | 0     |

### Participaciones en Copas América
| Copa              | Sede      | Resultado | Partidos | Goles |
| ----------------- | --------- | --------- | -------- | ----- |
| Copa América 1927 | Perú      | Campeón   | 3        | 0     |
| Copa América 1929 | Argentina | Campeón   | 3        | 0     |